# São Miguel das Missões
São Miguel das Missões é um município brasileiro do estado do Rio Grande do Sul.

## Geografia
Compõem o município sete distritos: São Miguel das Missões (sede), Campestre, Coimbra, Mato Grande, Rincão dos Moraes, São João das Missões e São José.

## Na numismática
O interior das ruínas da igreja de São Miguel das Missões foi representado no anverso da cédula de 5 000 cruzeiros reais em 1993, que como um todo fazia unicamente referências à cultura do Rio Grande do Sul: além da igreja, mostrava o gaúcho e a captura do gado, com os acessórios da lida: boleadeira, relho, guampa e esporas.

## Co yvy oguereco yara

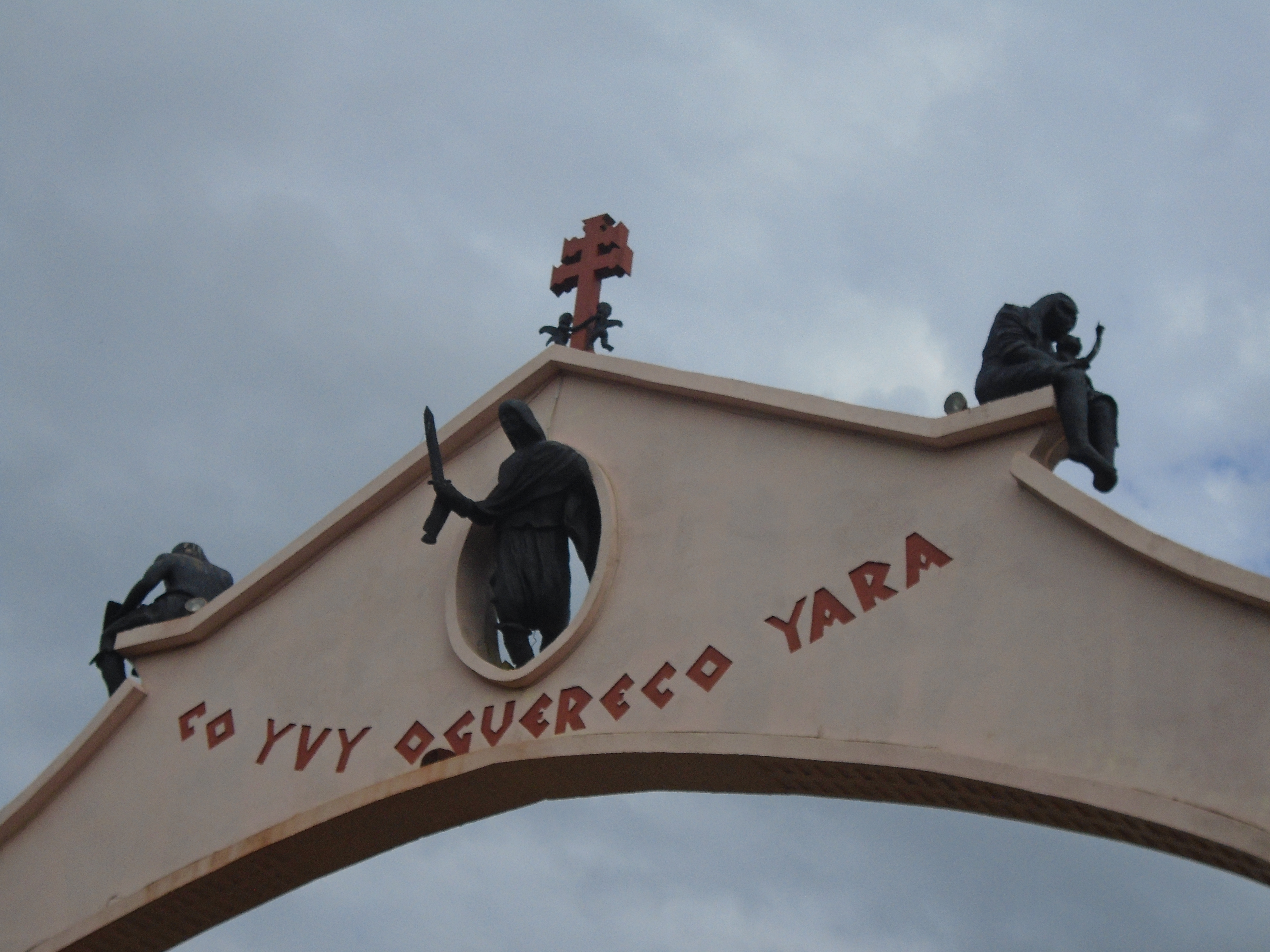
Pórtico na entrada da cidade.

No pórtico de São Miguel das Missões, lê-se o lema co yvy oguereco yara ("Esta terra tem dono"), escrita em língua guarani, mais especificamente no guarani antigo. O pórtico é uma homenagem aos índios missioneiros.
- co: este, esta
- yby: terra, solo, chão
- oguereco: 3ª pessoa do singular do verbo ereco (ter, possuir). O prefixo o- é a desinência de 3ª pessoa (os verbos em guarani se conjugam no início). Já o gu é apenas uma transformação fonética, resultado do encontro entre as vogais 'o' e 'e'.
- yara: dono, mas que mais literalmente significa senhor, chefe.

Consta que a frase tenha sido pronunciada por Sepé Tiaraju.